# Stock halieutique
Les stocks halieutiques sont des sous-populations d'une espèce particulière de poissons (ou d'autres espèces marines pêchées), pour lesquelles les paramètres de croissance, recrutement, mortalité, etc sont traditionnellement considérés comme les facteurs significatifs déterminant la dynamique de population du stock. Les facteurs extrinsèques (immigration et émigration) sont généralement ignorés. La part des stocks marins exploités à un niveau biologiquement durable a enregistré une baisse considérable, puisqu'elle est passée de 90 % en 1974 à 62,3 % en 2021. 